# Uniwersytet w Delhi
Uniwersytet w Delhi (hindi दिल्ली विश्वविद्यालय) – indyjska publiczna uczelnia wyższa, zlokalizowana w Nowym Delhi.
Uczelnia została utworzona w 1922 przez zgromadzenie legislacyjne Indii Brytyjskich. Składała się wówczas z dwóch wydziałów (Sztuki i Nauk Ścisłych), a studiowało na niej 750 studentów. Do uczelni przyłączono college, funkcjonujące wówczas w Delhi: St. Stephen’s College (założony w 1881 roku), Hindu College (1899) oraz Ramjas College (1917). 
Uczelnia składa się z 14 wydziałów (Faculties):
- Wydział Stosowanych Nauk Społecznych i Humanistycznych
- Wydział Sztuki
- Wydział Studiów Handlowych i Gospodarczych
- Wydział Pedagogiki
- Wydział Stosowanych i Interdyscyplinarnych Nauk Ścisłych
- Wydział Prawa
- Wydział Zarządzania
- Wydział Nauk Matematycznych
- Wydział Nauk Medycznych
- Wydział Muzyki i Sztuk Pięknych
- Wydział Otwartego Nauczania
- Wydział Nauk Ścisłych
- Wydział Nauk Społecznych
- Wydział Technologii

Dodatkowo dwie jednostki mają status wydziałów stowarzyszonych:
- Wydział Medyczny Ajurwedy i Unani
- Wydział Medycyny Homeopatycznej